# Laika
La gossa Laika (en rus Лайка, ‘bordadora’, ca. 1954 – 3 de novembre de 1957) va ser el primer animal viu en orbitar al voltant de la Terra. Ho va fer a bord de la nau soviètica Spútnik 2 el 3 de novembre de 1957, un mes després que el satèl·lit Spútnik 1 fos posat en òrbita.
Igual que altres animals a l'espai, Laika va morir entre cinc i set hores després del llançament, bastant abans del planejat. La causa de la seva mort, que no va ser revelada fins dècades després del vol (el 2002) va ser, probablement, una combinació de l'estrès sofert i del sobreescalfament que potser va ser ocasionat per un desperfecte del sistema de control tèrmic de la nau. Encara que Laika no va sobreviure al viatge, la seva experiència va demostrar que és possible que un organisme suporti les condicions de microgravetat, obrint camí així a la participació humana en vols espacials. Després de Laika, l'URSS va enviar a l'espai dotze gossos més dels quals cinc van tornar vius a la Terra.
|  |

Després de l'èxit de l'Spútnik 1, el líder soviètic Nikita Khrusxov va sol·licitar que es llancés un segon satèl·lit artificial a l'espai el dia del quarantè aniversari de la revolució bolxevic, el 7 de novembre de 1957. Quan es va rebre aquesta sol·licitud ja s'estava construint un satèl·lit més sofisticat, però que no estaria llest fins un mes després de la data requerida, per la qual cosa va ser descartat; aquest satèl·lit esdevindria més tard l'Spútnik 3.
Va ser necessari, doncs, construir un altre satèl·lit menys complicat per poder complir amb la data límit de novembre. La decisió de llançar el satèl·lit va ser presa el 10 o 12 d'octubre, el qual deixava a l'equip de construcció unes escasses quatre setmanes de marge per construir el nou artefacte. La precipitada construcció de l'Spútnik 2 es va complicar pel fet que aquesta vegada es pretenia portar una criatura viva en el seu interior.
La nau estava equipada amb instruments per mesurar la radiació solar i els raigs còsmics, amb un sistema de generació d'oxigen acompanyat de sistemes per absorbir diòxid de carboni, i amb un altre sistema per evitar l'enverinament per oxigen (també conegut com l'efecte de Paul Bert). Es va afegir també un ventilador que operava quan la temperatura de la nau superava els 15 °C, per mantenir la temperatura de l'animal. A més, el satèl·lit va ser proveït amb menjar en forma de gelatina suficient per a un vol de set dies
També es va dissenyar un vestit espacial per a Laika. L'animal va ser equipat amb una bossa per emmagatzemar els seus rebuigs corporals i amb un arnès que limitava els seus moviments a asseure's, posar-se dempeus o ajeure's, ja que a la cabina no hi havia espai per donar voltes. La freqüència cardíaca de Laika podia ser monitoritzada des de la Terra, i altres instruments mesuraven el seu ritme respiratori, pressió arterial i els seus moviments.

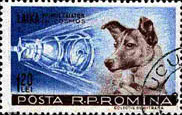
Segell romanès de 1959 amb la gossa Laika.

## Entrenament i preparació
Laika era una gossa de carrer de Moscou que pesava aproximadament 6 kg i tenia 3 anys quan va ser capturada. Originalment la van anomenar Kudriavka (arrissadeta), després Jutxka (cuqeta), després Limontxik (llimoneta) i finalment Laika, nom que la va popularitzar arreu del món. Els gossos capturats eren cuidats en un centre d'investigació de Moscou; tres d'ells van ser provats i entrenats pel que requeria la missió: Laika, Albina i Mushka.
Abans del llançament de l'Spútnik 2 tant la Unió Soviètica com els Estats Units ja havien llançat animals vius en vols suborbitals. Aquesta missió requeria una atenció especial pel que fa a l'entrenament dels gossos, ja que la durada del vol exigia que els animals poguessin adaptar-se a romandre en espais tancats per un període major.
Albina va ser llançada dues vegades en un coet per provar la seva resistència a les altures, i Mushka va ser utilitzada per a la prova d'instrumentació i equips de suport vital. Laika va ser seleccionada per participar en la missió orbital, i Albina com la principal substituta.
El seu entrenament va anar a càrrec del científic Oleg Gazenko. L'entrenament requeria acostumar els gossos a l'entorn que es trobarien en el viatge: espai reduït, sorolls, vibracions i acceleracions. Com a part de l'entrenament, l'acceleració dels enlairaments era simulada mitjançant força centrífuga aplicada a la càpsula on s'introduïen els animals. Durant aquestes activitats, el seu pols s'arribava a duplicar i la seva pressió sanguínia augmentava en 30-65 torr. El mateix procés general va ser utilitzat més tard en l'entrenament dels cosmonautes soviètics.
L'adaptació dels animals a l'espai reduït de l'Spútnik 2 va requerir que romanguessin en compartiments cada vegada més petits durant espais de fins a vint dies. El confinament forçat va provocar disturbis en les funcions excretores dels animals, incrementant la seva agitació i deteriorant la seva condició física general.

## La missió
El 31 d'octubre de 1957, tres dies abans del llançament, Laika va ser col·locada dins l'Spútnik 2 localitzat al cosmòdrom de Baikonur, a l'actual Kazakhstan. Com que les temperatures al lloc del llançament eren molt baixes, la càpsula va requerir manteniment tèrmic mitjançant un escalfador extern i una mànega. Dos assistents estaven encarregats de vigilar Laika abans del començament de la missió. Just abans de l'enlairament, el 3 de novembre, el pelatge de Laika va ser netejat amb una solució d'etanol i se li va pintar amb iode aquelles zones on la gossa portaria sensors per vigilar les seves funcions corporals.
L'Spútnik 2 va ser llançat el 3 de novembre de 1957. Els signes vitals de Laika eren seguits per telemesura des de la Terra. En assolir la màxima acceleració després de l'enlairament, el ritme respiratori de l'animal va augmentar de tres a quatre vegades respecte al normal, i la seva freqüència cardíaca va passar de 103 a 240 batecs per minut. En assolir l'òrbita, la punta cònica de l'Spútnik 2 es va desprendre amb èxit, però l'altra secció de la nau que s'havia de desprendre (el "Blok A") no ho va fer, impedint així que el sistema de control tèrmic funcionés correctament. Part de l'aïllament tèrmic es va desprendre, i com a conseqüència la càpsula va assolir una temperatura interior de 40 °C. Després de tres hores de microgravetat, el pols de Laika havia descendit a 102 batecs per minut; aquest descens en la freqüència cardíaca havia tardat tres vegades més que l'experimentat durant els entrenaments. Les dades telemètriques inicials mostraven que, encara que Laika estava agitada, estava menjant. La recepció de dades vitals es va aturar entre cinc i set hores després de l'enlairament.
Tanmateix, la informació que Moscou va donar a conèixer deia que l'animal s'havia comportat en calma durant el vol espacial i que en pocs dies Laika descendiria a la terra, primer dins la càpsula espacial i després en paracaigudes. El món confiava que l'animal portava aliment suficient i la seva condició era estable, per la qual cosa moltes persones van estar pendents de la tornada de la gossa. Algunes van aprofitar per gastar bromes: durant diverses hores, la població de Santiago de Xile va estar convençuda que Laika havia caigut a la seva ciutat. Els habitants de la zona suburbana van veure descendir un gos en paracaigudes, i la gent es va convèncer a l'instant que es tractava de Laika. Quan l'animal va arribar a la terra, es va comprovar que en realitat es tractava d'un gos mascle, i el muntatge no era més que una broma per aprofitar-se de la psicosi de "gosses voladores".

## El destí de Laika a l'espai
L'Spútnik 2 no estava preparat per tornar a la Terra de manera segura, per la qual cosa ja se suposava que Laika no sobreviuria al viatge. Els científics soviètics van planejar sacrificar-la amb menjar enverinat que Laika consumiria després de deu dies; tanmateix, el destí de l'animal no va ser la que se li havia planejat. Durant anys, la Unió Soviètica va donar explicacions contradictòries sobre la mort de Laika, dient de vegades que la gossa havia mort per asfíxia quan les bateries van fallar o que havia rebut eutanàsia conforme als plans originals. El 1999, fonts russes van assegurar que Laika va sobreviure almenys quatre dies, i després va morir pel sobreescalfament de la nau. L'octubre del 2002, el científic Dimitri Malashenkov, que va participar en el llançament de l'Spútnik 2, va revelar que Laika havia mort entre cinc i set hores després de l'enlairament, a causa de l'estrès i del sobreescalfament. D'acord amb un article que va presentar en el Congrés Mundial de l'Espai a Houston:
| «                      | Va resultar pràcticament impossible crear un control de temperatura fiable en tan poc temps. | » |
| — Dimitri Malashenkov. |                                                                                              |   |

L'Spútnik 2 va orbitar al voltant de la Terra 2.570 vegades durant 163 dies. La nau va explotar en entrar en contacte amb l'atmosfera el 14 d'abril de 1958.

## Controvèrsia
Després de Laika no es va programar cap altra missió amb gossos com a passatgers sense que existís un sistema que assegurés el retorn segur de l'animal.
Pel que fa a l'exploració espacial, el tema de la carrera espacial entre els Estats Units i la Unió Soviètica va dominar l'opinió pública durant molts anys, per la qual cosa temes com l'explotació d'animals no van ser debatuts intensament en el seu moment. La premsa de 1957 estava més preocupada en informar de l'impacte des del punt de vista polític, i la salut i la pèrdua de Laika eren temes esmentats rares vegades. No va ser fins molt més tard quan es van originar discussions sobre el destí de l'animal.
La deliberada mort de Laika va desencadenar un debat mundial sobre el maltractament animal i els avenços científics a costa de proves amb animals. Encara que diversos animals ja havien mort en missions dels Estats Units en els nou anys previs a l'Spútnik 2, Laika va ser el primer animal enviat a l'espai sense esperances de ser recuperat. Al Regne Unit, la Lliga Nacional de Defensa Canina (NCDL, actualment Fundació per als Gossos) va demanar que els amos de gossos guardessin un minut de silenci en honor de Laika. Diversos grups protectors dels drets animals van protestar davant ambaixades soviètiques. Tanmateix, alguns científics nord-americans van oferir suport als seus col·legues soviètics, almenys abans que s'anunciés la mort de Laika. Dins de la Unió Soviètica hi va haver menys controvèrsia per l'esdeveniment, el qual no va ser obertament qüestionat en els mitjans de comunicació.
| « | Com més temps passa, més lamento el succeït. No ho hauríem d'haver fet... ni tan sols no vam aprendre prou d'aquesta missió com per justificar la pèrdua de l'animal. | » |
| — Oleg Gazenko, un dels principals científics del programa d'animals a l'espai i entrenador de Laika. | |   |

## En la cultura popular
El viatge de Laika la va convertir en un dels gossos més famosos del món.
En diferents països es van crear segells de correu amb la imatge de la gossa Laika, commemorant el seu vol. El 1997, a la Ciutat de les Estrelles, va ser revelada una placa en homenatge als cosmonautes caiguts. Laika està representada en una cantonada de la placa, espiant per entre les cames d'un dels cosmonautes. En el Monument als conquistadors de l'espai (1964), a Moscou, Laika i Lenin són els únics personatges que es poden reconèixer pel seu nom d'entre tots els personatges que apareixen esculpits al monument.
El 9 de març de 2005, un tros de terreny al planeta Mart va ser anomenat Laika, tot i que no oficialment, pels controladors de la missió del Mars Exploration Rover. El lloc està localitzat a prop del cràter Vostok al Meridiani Planum.

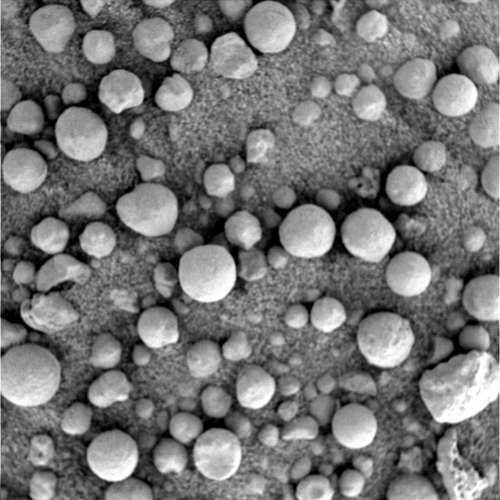
Objectiu a Mart anomenat Laika per la NASA durant la missió del Mars Exploration Rover.

Laika ha aparegut en nombroses obres literàries, majoritàriament de ciència-ficció o de fantasia, que solen narrar històries sobre el seu rescat o supervivència. La novel·la Intervention (Intervenció) de Julian May relata que Laika va ser rescatada per extraterrestres. A la novel·la Weight (Pes) de Jeanette Winterson, el tità grec Atles troba la càpsula en òrbita i adopta l'animal. En la sèrie Doctor Who es va narrar una història sobre el seu funeral. En un capítol de la historieta Flaix Gordon apareix Laika rescatada per una raça d'extraterrestres lunars amb aspecte de gos.
Els noms de diversos grups musicals estan inspirats a Laika, entre ells Laika, Laika Dog i Laika and the Cosmonauts. La gossa va aparèixer a la coberta dels primers tres àlbums del grup Laika. Laika és també el nom de diverses cançons, produïdes per les bandes Arcade Fire, Moxy Früvous i The Cardigans. Massacre va compondre un tema anomenat "Laika se'n va" on relata el viatge des de la perspectiva de la gossa. El 1988, el grup espanyol Mecano, al seu àlbum Descanso Dominical, va incloure una cançó anomenada Laika que relata el llançament de l'Spútnik 2. La banda alemanya C.C.C.P. va llançar un àlbum anomenat Cosmos el 1996, la temàtica del qual girava al voltant del programa espacial soviètic. En aquest àlbum la cançó Laika, Laika té un cor militar rus. L'àlbum Laika Come Home (2002) és un remix que el grup Spacemonkeyz va fer del primer àlbum de la banda Gorillaz. El títol és una barreja del nom de la gossa russa, amb el títol de la primera pel·lícula de la gossa Lassie (Lassie come home). Antonio Arias, al seu disc Multivers (2010), li dedica una cançó "Laika". A més a més, la gossa ha estat un tema per altres artistes com Akino Arai, György Kurtág i Åge Aleksandersen, entre molts d'altres.
El videoclip de la cançó "Moan" (2007) del músic danès Anders Trentemøller és un homenatge a Laika.